# Jonasmyrtjärnen (Arvidsjaurs socken, Lappland, 726222-166962)
Jonasmyrtjärnen är en sjö i Arvidsjaurs kommun i Lappland och ingår i Byskeälvens huvudavrinningsområde.